# Szerződéselvű etika
A szerződéselvű etika szerint az erkölcs emberek közti hallgatólagos megegyezés a kooperatív társadalmi élet előnyeinek élvezete érdekében. 
A szerződéselvű erkölcsfilozófusok egy olyan gyakorlatként modellezik az erkölcsöt, amely képes megegyezésre bírni a racionális egyéneket az általuk választott elvek szerint. Az elvekben történő egyetértés tekinthető a szerződéselvű elméleti keretben az erkölcs megalapozásának. 
A szerződéselvű etika mellett érvelők szerint a morális követelmények pusztán emberek közti megegyezések eredményei.  A megegyezéseket modellezve hipotetikusan szerződő egyének feltételezettek, akik kölcsönös megállapodásokat kötnek egymással társadalmi életük szabályozásának érdekében.  A megállapodások eredményei morális követelmények. A modell szerint a szerződők beleegyezésünknél fogva engedelemmel tartoznak az erkölcsi elvárásoknak, amíg azok racionálisak és szabadon elfogadhatóak. Az egyén számára hipotetikusan racionálisnak tartható a megegyezés szerinti erkölcsi normák elfogadása, amennyiben többet nyer a másokat kényszerítő normák előnyeivel, mint amennyit veszít azzal, hogy ő maga is kényszerített a normák szerint. Ebben az esetben racionális egy mindenkire vonatkozó gyakorlat elfogadása az egyén számára, annak érdekében, hogy fennálljon a mindenkinek kedvező kölcsönös kényszer, hosszú távú önérdekszámítás szerint.

## A szerződéselvű etika története
Nagyvonalakban összegezve a kortárs értelmezéseket,  a felvilágosodás előtti teleologikus és vallásos világnézetek az erkölcsi követelményeket egy természetes, isteni rendből vezették le, amely szerint minden egyénnek megvan a maga helye és kötelessége a világban. A klasszikus szerződéselvű gondolkodók (Hobbes és Locke) megingatták a természetes társadalmi rendbe vetett hitet. Gondolataik kiindulópontja szerint elméleti szinten a társadalom szabad és egyenlő emberek szerződésszerű megegyezéseinek eredménye kell, hogy legyen. A szerződéselvű gondolkodás szerint a kötelességek konvencionálisak, amelyek alapvető emberi érdekeket szolgálnak. 
A kortárs szerzők elfogadják a klasszikus szerződéselvű kiindulópontot, az emberek közti természetes egyenlőséget. Az emberek közti fizikális egyenlőség hallgatólagosan előnyössé teszi mindenki számára az érdekek és a tulajdon védelmét elismerő konvenciókat. Az erkölcsi státusz terén feltételezett egyenlőség minden egyén érdekének értéket tulajdonít, megalapozva az elfogulatlan megegyezés elvét. Két irányzat él a szerződéselvű erkölcsfelfogás tradíciójában. A hobbesiánus koncepció szerint az erkölcs hallgatólagos előnyöket garantál. A kantiánus koncepció szerint az erkölcs elfogulatlanságot biztosít.

## Hobbesiánus szerződéselv
Alapvetése szerint az objektív erkölcsi értékek keresése nem vezet másra, mint individuális, szubjektív preferenciák felismerésére. Nem létezik mindenkire érvényes jó és rossz a követendő célok közt, ugyanakkor a konvenció, amely lehetővé teszi a fájdalom kerülését, hallgatólagosan előnyös mindenki számára. Minden egyén törekszik arra a megegyezésre, ami a lehető legelőnyösebb számára önérdekének érvényesítése terén, miközben őt a lehető legkisebb megszorítás éri. A szerződéselv szerint a társadalmi konvenciókat egy alku eredményének tekinthetjük a hallgatólagos előnyök racionális mérlegelése után. D. Gauthier a legismertebb képviselője az elméletnek. Amorális premisszákból vezeti le a racionális döntéselmélet keretein belül az erkölcs észszerűségét. A hobbesiánus elv következetes végiggondolása a természetes kötelességek és az objektív erkölcsi értékek tagadásának. Tarthatatlannak ítéli a gyakorlatias és az erkölcsi érvelés megkülönböztetését. Mit áll érdekemben megtenni? Mit kéne tennem? A két kérdésre a hobbesiánus érvelés nem adhat eltérő választ.

## Kantiánus szerződéselv
A kortárs kantiánus szerződéselv  (J. Rawls) a kölcsönösség és az egyenlők közti együttműködés hallgatólagos előnyének alapelvein áll. Előfeltevése szerint az emberek rendelkeznek morális intuíciókkal, amelyeket elhomályosítanak az egyéni tulajdonságok és érdekek. Ezeket figyelmen kívül hagyva, a tudatlanság fátyla alatt, a hipotetikus, elfogulatlan nézőpontból történő racionális mérlegelést követően a tartható intuíciók erkölcsi alapelvekké válnak a társadalmi élet átgondolásakor. Az elmélet szerint a tudatlanság fátyla alatt felismert igazságos elvek lehetővé teszik az egyéni érdekek felett álló megegyezések érvényét az erkölcsi életben. A kantiánus szerződéselv erőssége, hogy az erkölcsi cselekedetet erkölcsi motívumokkal igazolja, gyengéje, hogy nem tagadhatja az elfogulatlan nézőpont lehetőségét.

## A szerződéselv ideológiája
A szerződéselvű gondolkodás nem tartja előfeltételezhetőnek a jó élet vagy a jó társadalom koncepcióját. Azáltal, hogy a társadalmat a kooperáció tereként értelmezi, megkerüli az erkölcsi jó fogalmára való rákérdezés lehetőségét. Még abban az esetben is elképzelhetőnek tartja a hallgatólagos haszon érdekében történő kooperációt, ha nincs egyhangú közmegegyezés az erkölcsi jó kérdésére vonatkozóan. A társadalom mechanizmusait szerződéselvű nézőpont szerint az egyének közösen használják eltérő céljaik eléréséhez. Alapvetése az elméletnek, hogy minden ember a maga bírája annak, mi jelent számára élvezetet. A szerződéselv az egyént racionális döntéshozónak tartja, aki képes demokratikus keretek közt erkölcsi megegyezéseket kötni a mindenki számára észszerű társadalmi élet előnyeinek élvezete érdekében.

## A szerződéselvű etika kritikája
A szerződéselvet számos irányból érik meggyőző kritikák. Konzervatív, kommunitárius, feminista szerzők gondolják tarthatatlan elméletnek a szerződéselvű etikát. Támadják túlzottan reduktív antropológiáját, individualista kiindulópontját, racionális döntéselméletből kölcsönzött módszertanát. 
A szerződéselvű elméletek az erkölcsöt emberek közti megegyezésnek tartják. A megegyezés azonban puszta eszköze a kötelességeinket meghatározó hallgatólagos előnyök vagy az elfogulatlanság elvi követelményeinek azonosítására. A legélesebb kritika szerint az erkölcselméletben nincs szerződéselvű tradíció, legfeljebb szerződéselvű módszer, amely a racionális döntéselmélet vagy a kantiánus etika állításainak igazolását szolgálja.